# Halfdan Kjerulf

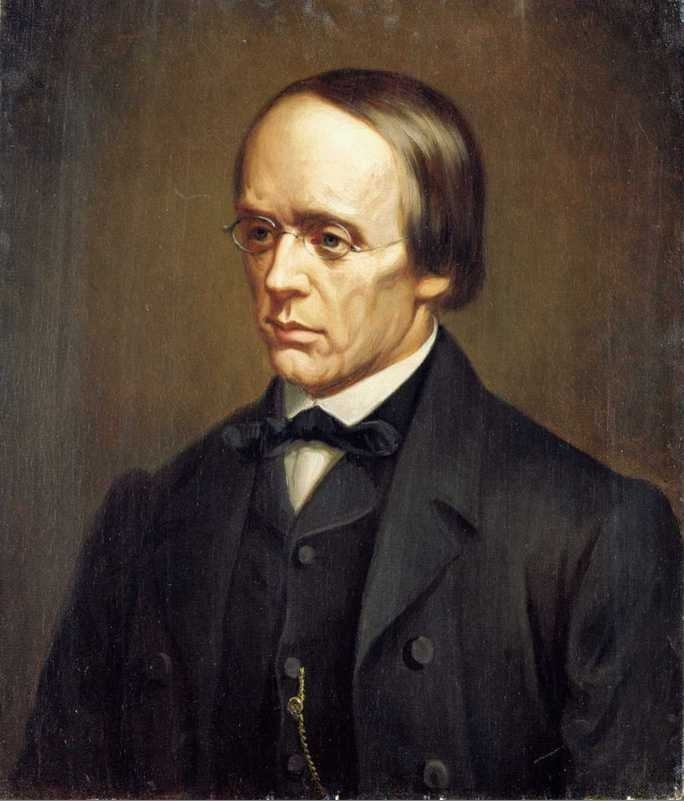
Halfdan Kjerulf

Halfdan Kjerulf (ur. 17 września 1815 w Christianii, zm. 11 sierpnia 1868 w Grefsen) – norweski kompozytor. 
Urodzony w Christianii (obecnie Oslo), studiował na tamtejszym uniwersytecie. Twórczość Kjerulfa ograniczała się głównie do małych form. Obejmuje 108 pieśni solowych, około 40 kompozycji na chór i 10 albumów fortepianowych. O oryginalności jego dzieł przesądziło głównie wykorzystanie elementów rodzimego folkloru.  
Dorobek Kjerulfa stał się źródłem inspiracji dla Edvarda Griega.